# Оук-Гарбор (Огайо)
Оук-Гарбор (англ. Oak Harbor) — селище (англ. village) в США, в окрузі Оттава штату Огайо. Населення — 2821 особа (2020).

## Географія
Оук-Гарбор розташований за координатами 41°30′18″ пн. ш. 83°8′6″ зх. д. / 41.50500° пн. ш. 83.13500° зх. д. (41.505127, -83.134962).  За даними Бюро перепису населення США в 2010 році селище мало площу 4,41 км², з яких 4,02 км² — суходіл та 0,40 км² — водойми.

## Демографія
Згідно з переписом 2010 року, у селищі мешкало 2759 осіб у 1153 домогосподарствах у складі 738 родин. Густота населення становила 625 осіб/км².  Було 1262 помешкання (286/км²).
Расовий склад населення:
| - 97,5 % — білих - 0,3 % — чорних або афроамериканців - 0,1 % — корінних американців - 0,1 % — азіатів |

До двох чи більше рас належало 1,4 %. Частка іспаномовних становила 2,9 % від усіх жителів.
За віковим діапазоном населення розподілялося таким чином: 26,4 % — особи молодші 18 років, 56,9 % — особи у віці 18—64 років, 16,7 % — особи у віці 65 років та старші. Медіана віку мешканця становила 39,2 року. На 100 осіб жіночої статі у селищі припадало 86,8 чоловіків;  на 100 жінок у віці від 18 років та старших — 82,8 чоловіків також старших 18 років.
Середній дохід на одне домашнє господарство  становив 59 244 долари США (медіана — 42 917), а середній дохід на одну сім'ю — 69 589 доларів (медіана — 51 581). Медіана доходів становила 43 971 долар для чоловіків та 26 953 долари для жінок. За межею бідності перебувало 13,9 % осіб, у тому числі 20,1 % дітей у віці до 18 років та 6,4 % осіб у віці 65 років та старших.
Цивільне працевлаштоване населення становило 1383 особи. Основні галузі зайнятості: освіта, охорона здоров'я та соціальна допомога — 22,1 %, виробництво — 16,3 %, роздрібна торгівля — 13,7 %.